# 琵琶記
『琵琶記』（びわき）は、元末明初の高明（高則誠）による戯文であり、蔡邕とその妻の趙五娘の別離、趙五娘の苦難、その後の再会を扱った劇で、南曲の代表作である。通行本は42齣から構成される。

## 成立
作者の高明は永嘉（温州）の人で字を則誠といい、元の至正5年（1345年）の進士だったが、方国珍の乱の鎮圧後に鄞（寧波）に隠棲した。『琵琶記』のほかに『閔子騫単衣記』という劇を作ったというが、現存しない。
男性主人公の蔡伯喈とは後漢の蔡邕のことであるが、話は史実の蔡邕とは関係がなく、時代もあまり後漢らしくない。
『琵琶記』の話の元になったのは『趙貞女蔡二郎』という宋代の永嘉（温州）の戯曲（温州雑劇）である。この戯曲は現存しないが、蔡二郎が親と妻（趙貞女）を捨てて、雷に打たれて死ぬという因果応報の話であったらしい。ここでいう「蔡二郎」が蔡邕かどうかはよくわからないが、陸游の詩「小舟游近村、舎舟歩帰」其四に「満村聴説蔡中郎」とあり、南宋時代にすでに主人公が蔡邕と同一視されていたことがわかる。
金の院本にも『蔡伯喈』という題のものがあり、元曲の中でしばしば貞節のたとえとして趙貞女が素手で墓を作ることが例に引かれるなど、この物語は広く知られていた。
『琵琶記』では趙五娘の貞節についてはそのままに、蔡伯喈を悪人から善人に変え、大団円で終わるように話を変更している。

## 主な登場人物
- 蔡伯喈（蔡邕）- 男性主人公。
- 蔡公 - 伯喈の父。名は従簡。
- 蔡婆 - 伯喈の母。姓は秦。
- 趙五娘 - 女性主人公。伯喈の妻。
- 張太公 - 蔡家の隣に住む老人。名は広才。伯喈のいなくなった蔡家の面倒を見る。
- 牛太師 - 丞相。
- 牛氏 - 牛太師の娘。
- 李旺 - 牛太師の下男。

## あらすじ
陳留郡の蔡伯喈は趙五娘と結婚し、官途にはつかずに老いた父母を養おうと考えていたが、隣人の張太公や父は科挙試験を受けさせようとする。伯喈は父の言葉に従って単身洛陽にのぼり、状元で合格する。しかし天子からの命令で、伯喈は丞相の牛太師の家に婿として迎えられる。伯喈は拒絶しようとするものの強要されて断りきれず、牛太師の娘と再婚する。
一方、故郷では飢饉によって食物がなくなり、趙五娘は自分の服を売って舅と姑に仕える。姑は趙五娘が自分に隠れて何かを食べているようだと疑うが、実際に食べていたのは糠だった。姑と舅は衝撃を受けて倒れ、舅は息をふきかえすものの、姑はそのまま息をひきとる。舅も病の床につき、ほどなく息を引きとる。
趙五娘は自分の髪を売って姑と舅の葬式の費用を出し、素手で墳墓を作ろうとする。趙五娘の貞節さに鬼神が感じて墓を完成させる。その後趙五娘は道姑（道教の尼）の恰好をして、舅と姑の絵を描いて背負い、琵琶を弾いて物乞いをしながら夫を探しに都へと向かう。
伯喈の側も故郷に残した家族のことが忘れられず、琴を弾いても別れの曲しか出てこない。牛氏はわけを問いただして事情を知り、父の牛太師を説得して伯喈の家族のもとに使者の李旺を送るが、すでに両親は死に、趙五娘とも行きちがいになって会えなかった。張太公は李旺に向かって伯喈の不孝をののしるが、李旺から事情を説明されて納得する。
趙五娘は洛陽の弥陀寺にいたるが、そこに舅と姑の絵を忘れてしまう。伯喈は父母の祈願のために弥陀寺に来て、従者が趙五娘の落とした絵を拾う。その後、趙五娘は夫が牛太師の家にあると聞いてその家にいたり、牛氏に会う。牛氏は趙五娘の貞節に感じいる。
帰宅した伯喈は弥陀寺で拾った絵を見て不思議に自分の両親に似ていると思うが、裏側に書かれた詩が自分のことを非難したものだとして怒る。牛氏は伯喈を試し、伯喈の本心を知って趙五娘に引きあわせる。牛氏は趙五娘を伯喈の正妻として自分はその下になり、つれだって伯喈の故郷に帰って親の喪を守る。牛太師が天子に蔡家の人々の孝心を報告し、喪があけた後に表彰される。

## 影響
『琵琶記』は明の洪武帝が愛好したといわれる。
清初の毛綸（毛声山）は金聖嘆の六才子書にならって『琵琶記』を「第七才子書」と呼び、1666年に評点本を出版した。

## テクスト
『琵琶記』には多数の本が残る。田仲一成はテクストの発展を分析し、古本が社祭演劇としての性格が強いのに対して、宗族演劇脚本としてより典雅で道徳的に変更された本（通行本はこの方向への進行がもっとも進んだもの）と、市場地演劇脚本として逆に通俗性を拡大する方向に進んだ本があることを指摘した。

## 翻訳
アントワーヌ・バザンが1841年にフランス語に翻訳した。この『琵琶記、あるいはリュートの物語』(Le Pi-pa-ki ou l'Histoire du luth)はパリの王室出版所で出版された。1925年にボストンの中国人留学生たちが英語版を上演した。翻訳は顧毓琇と梁実秋によって行われ、梁実秋と謝冰心が主人公を演じた。ヴィンツェンツ・フントハウゼンが1930年にドイツ語訳を著した。ジーン・マリガンによる英語の完全な訳注は1980年にあらわれた。
『Memoirs of the Guitar』は1928年に上海で出版された英語の小説で、「中国の古典戯曲から書き直された夫婦愛の小説」と自称している。著者は Yu Tinn-Hugh で、出版社は Current Weekly Publishing Company である。

### 日本語訳
- 天囚居士（西村天囚） 訳『訳本琵琶記』1913年。
- 塩谷温 訳「琵琶記」『国訳漢文大成 文学部』 第9巻、国民文庫刊行会、1921年。
- 宮原民平 訳「琵琶記」『古典劇大系』 第16巻 支那篇、近代社、1925年。
- 笹川臨風 訳『琵琶記物語』成象堂、福岡、1939年。
- 浜一衛 訳「琵琶記」『中国古典文学全集』 第33巻 戯曲集、平凡社、1959年。

### 脚色
1923年に宝塚歌劇団が『琵琶記』の公演を行っている。
1946年に『琵琶記』をもとにしたアメリカのミュージカル『リュート・ソング』が
ウィル・アーウィンとシドニー・ハワードによって書かれた。この作品はブロードウェイ・シアターで製作され、日本人ダンサー新村英一が振り付けして、まだ無名だったユル・ブリンナーとメアリー・マーティンが主役をつとめた。『桃花扇』の共同翻訳者であるシリル・バーチによれば、ミュージカルの元になったのはバザンによるフランス語訳だろうという。